# 4985 Fitzsimmons
A 4985 Fitzsimmons (ideiglenes jelöléssel 1979 QK4) egy kisbolygó a Naprendszerben. Claes-Ingvar Lagerkvist fedezte fel 1979. augusztus 23-án.